# Syzygium guehoi
Syzygium guehoi là một loài thực vật thuộc họ Myrtaceae. Đây là loài đặc hữu của Mauritius. Môi trường sống tự nhiên của chúng là vùng nhiều đá.